# جزیره ویلکیتسکی (دریای سیبری شرقی)
جزیره ویلکیتسکی (روسی: Остров Вильки́цкого) یک جزیره در شمال استان یاقوتستان کشور روسیه است.